# Rasa del Sastre
La Rasa del Sastre és un torrent afluent per la dreta de l'Aigua de Valls a la Vall de Lord, que té tot el seu recorregut dins del terme municipal de Guixers.
Neix sota la cinglera de la Serra de Guixers a poc més de 800 m. al nord de la masia de l'Algassa i baixa tot el vessant meridional de l'esmentada serra seguint la direcció predominant cap al sud tot deixant a la seva dreta la masia del Guix i l'ermita de Sant Martí de Guixers i a l'esquerra una antiga guixera explotada fins fa poc. Aboca les seves aigües al pantà de la Llosa del Cavall a 240 m al sud de Cal Sastre Serra.

## Xarxa hidrogràfica
La xarxa hidrogràfica de la Rasa del Sastre, que també transcorre íntegrament pel terme municipal de Guixers, està constituïda per set cursos fluvials la longitud total dels quals suma 5.759 m.